# Arquidiócesis de Xi'an
La arquidiócesis de Xi'an, de Chang-An, de Chang'an o de Sian (en latín: Archidioecesis Singanensis y en chino tradicional, 天主教西安總教區; en chino simplificado, 天主教西安总教区) es una circunscripción eclesiástica de la Iglesia católica en China. Se trata de una arquidiócesis latina, sede metropolitana de la provincia eclesiástica de Xi'an. Desde el 25 de mayo de 2006 su arzobispo es Anthony Dang Ming-yan, aunque para el Anuario Pontificio es sede vacante desde el 10 de mayo de 1952. La Asociación Patriótica Católica China la redujo a diócesis de Xi'an en fecha no precisada, sin asentimiento de la Santa Sede.

## Territorio y organización
La arquidiócesis tiene 12 000 km² y extiende su jurisdicción sobre los fieles católicos de rito latino residentes en parte de la provincia de Shaanxi.
La sede de la arquidiócesis se encuentra en la ciudad de Xi'an (antes llamada Chang'an), en donde se halla la Catedral de San Francisco.
La arquidiócesis tiene como sufragáneas a las diócesis de: Fengxiang, Hanzhong, Sanyuan, Yan'an y Zhouzhi.
En 1950 en la arquidiócesis existían 15 parroquias.

## Historia
El vicariato apostólico de Shensi fue erigido el 15 de octubre de 1696 mediante el breve E sublimi Sedis del papa Inocencio XII, obteniendo el territorio de la diócesis de Pekín (hoy arquidiócesis de Pekín). Confiada a los misioneros franciscanos, tenía jurisdicción sobre dos provincias chinas: Shaanxi y Gansu.
En 1712 adquirió los territorios del suprimido vicariato apostólico de Shansi (hoy arquidiócesis de Taiyuan) y al mismo tiempo asumió el nuevo nombre de vicariato apostólico de Shensi y Shansi. En 1762 adquirió también los territorios del vicariato apostólico de Hukwang (hoy arquidiócesis de Hankou), que fue igualmente suprimido.
Sin embargo, la inmensidad del territorio, que incluía cinco provincias, resultaba insoportable para los misioneros. Así, el 14 de agosto de 1838 el vicariato apostólico de Hukwang volvió a ser independiente mediante el breve Ex debito del papa Gregorio XVI. De manera similar, el 2 de marzo de 1844 las provincias de Shansi y Shensi fueron separadas en dos vicariatos apostólicos autónomos, restableciéndose así la situación anterior a 1712. Finalmente, el 21 de junio de 1878 la provincia de Gansu fue erigida en vicariato apostólico independiente, con el nombre de vicariato apostólico de Kansu (hoy arquidiócesis de Lanzhou), mediante la bula Compertum habemus del papa León XIII.
El 2 de agosto de 1887 la provincia de Shensi se dividió en dos vicariatos distintos mediante el breve Anno MDCCCLXXXV del papa León XIII: el vicariato apostólico de Shensi Meridional (hoy diócesis de Hanzhong), y la actual circunscripción, que tomó el nombre de vicariato apostólico de Shensi Septentrional.
El 12 de abril de 1911 mediante el breve Non sine magno del papa Pío X fue erigido el nuevo vicariato apostólico de Shensi Septentrional (hoy diócesis de Yan'an), separando el territorio del vicariato apostólico homónimo, que asumió a la vez el nombre de vicariato apostólico de Shensi Central.
El 3 de diciembre de 1924 el vicariato apostólico tomó el nombre de vicariato apostólico de Xi'an-fu (Sianfu) mediante el decreto Vicarii et Praefecti de la Congregación de Propaganda Fide.
Posteriormente, cedió partes de su territorio para la erección de nuevas circunscripciones eclesiásticas:
- la prefectura apostólica de Xing’anfu (Ankang) el 28 de marzo de 1928 mediante el breve Ut aucto del papa Pío XI;[9]
- la prefectura apostólica de Sanyuan (hoy diócesis de Sanyuan) el 1 de noviembre de 1931 mediante el breve Ut aucto del papa Pío XI;[10]
- la misión sui iuris de Tongzhou (hoy prefectura apostólica de Tongzhou) el 3 de noviembre de 1931 mediante el breve Litteris apostolicis del papa Pío XI;[11]
- la prefectura apostólica de Zhouzhi (hoy diócesis de Zhouzhi) el 17 de junio de 1932 mediante el breve Cum Vicarius del papa Pío XI;[12]
- la prefectura apostólica de Fengxiangfu (hoy diócesis de Fengxiang) el 15 de noviembre de 1932 mediante el breve Ex Apostolico munere del papa Pío XI.

El 11 de abril de 1946 el vicariato apostólico fue elevado a arquidiócesis metropolitana mediante la bula Quotidie Nos del papa Pío XII.
El Partido Comunista de China se impuso en la guerra civil, ocupó Xi'an el 20 de mayo de 1949 y proclamó la República Popular China el 1 de octubre de 1949. El 4 de septiembre de 1951 China comunista expulsó al nuncio apostólico Antonio Riberi y la Santa Sede continuó reconociendo a la República de China en Taiwán como el legítimo gobierno chino. Todos los misioneros extranjeros fueron expulsados de China comunista en 1952.
La Asociación Patriótica Católica China fue creada con el apoyo de la Oficina de Asuntos Religiosos de la República Popular de China en 1957, con el objetivo de controlar las actividades de los católicos en China. Su nombre público es Iglesia católica china y es referida como la "Iglesia oficial" en contraposición a la "Iglesia subterránea" o "Iglesia clandestina" leal a la Santa Sede.
En el período de 1966 a 1976 la Revolución Cultural se ensañó especialmente contra la religión, destruyéndose numerosas iglesias y cesaron todas las actividades religiosas en la arquidiócesis. A principios de la década de 1980 la arquidiócesis reanudó sus operaciones.
La Asociación Patriótica Católica China la redujo a diócesis de Xi'an en fecha no precisada, sin asentimiento de la Santa Sede.
En mayo de 1991 las autoridades chinas concedieron permisos para la reapertura del seminario de la arquidiócesis. El 5 de abril de 1987 el sacerdote Antoine Li Du'an, ya párroco de la catedral a principios de los años 1950, se convirtió en arzobispo oficial, antes de que comenzara para él una larga serie de internamientos en campos de reeducación (por un total de unos 18 años). El 26 de julio de 2005 fue ordenado obispo auxiliar en la persona de Anthony Dang Mingyan.
En 2005 Li Du'an recibió una invitación del papa Benedicto XVI para participar en el Sínodo de los obispos sobre la Eucaristía en Roma, pero las autoridades chinas le negaron el permiso para salir del país. El 25 de mayo de 2006 murió a la edad de 79 años: a su muerte, la arquidiócesis contaba con 59 sacerdotes, 300 monjas, 60 parroquias y aproximadamente 20 000 fieles (sobre una población total de 6 millones de habitantes).
El 22 de septiembre de 2018 se firmó en Pekín el Acuerdo provisional entre la Santa Sede y la República Popular de China sobre el nombramiento de los obispos. Tras el acuerdo, el papa Francisco readmitió al obispo "oficial" Giuseppe Ma Yinglin en la comunión eclesial. La comunicación de la Santa Sede sobre la tarea pastoral que le ha sido confiada como obispo de Kunming fue recibida por el interesado el 12 de diciembre de 2018 en Pekín en el marco de una celebración eclesial.
El 22 de octubre de 2020 el acuerdo fue prorrogado por otros dos años y en octubre de 2022 por otros dos años más.
Debido a la situación particular de la Iglesia católica en China, la Santa Sede no nombra obispos para las diócesis chinas, que son sedes oficialmente vacantes incluso en presencia de obispos reconocidos por Roma.

## Estadísticas
Según el Anuario Pontificio 1951 la arquidiócesis tenía a fines de 1950 un total de 13 394 fieles bautizados.
| Año                                                                             | Población            | Población | Población      | Sacerdotes | Sacerdotes    | Sacerdotes    | Bautizados por sacerdote | Diáconos permanentes | Religiosos | Religiosos | Parroquias |
| Año                                                                             | Bautizados católicos | Total     | % de católicos | Total      | Clero secular | Clero regular | Bautizados por sacerdote | Diáconos permanentes | Varones    | Mujeres    | Parroquias |
| ------------------------------------------------------------------------------- | -------------------- | --------- | -------------- | ---------- | ------------- | ------------- | ------------------------ | -------------------- | ---------- | ---------- | ---------- |
| 1950                                                                            | 13 394               | 1 500 000 | 0.9            | 21         | 8             | 13            | 637                      |                      | 1          | 44         | 15         |
| Fuente: Catholic-Hierarchy, que a su vez toma los datos del Anuario Pontificio. |                      |           |                |            |               |               |                          |                      |            |            |            |

Según la Guide to the Catholic Church in China, en 2014 la arquidiócesis contaba circa 25 000 fieles.

## Episcopologio
- Basilio Brollo, O.F.M. † (25 de octubre de 1696-16 de noviembre[nota 1] de 1704 falleció)
  - Sede vacante (1704-1715)
- Antonio Laghi, O.F.M. † (2 de septiembre de 1715-5 de julio de 1727 falleció)
- Francesco Saraceni, O.F.M. † (5 de julio de 1727-1 de diciembre de 1742[nota 2] falleció)
- Eugenio Pilotti da Bassano, O.F.M. † (1 de diciembre de 1742 por sucesión-20 de diciembre de 1756 falleció)
- Giovanni Antonio Buocher, O.F.M. † (20 de diciembre de 1756 por sucesión-1760 renunció)
- Francesco Magni, O.F.M. † (25 de enero de 1763-1777 renunció)
- Nathaniel Bürger, O.F.M. † (11 de enero de 1777-20 de julio de 1778 renunció)
- Antonio Maria Sacconi, O.F.M. † (2 de septiembre de 1778[20]-5 de febrero de 1785 falleció)
- Mariano Zaralli, O.F.M. † (3 de abril de 1787-6 de abril de 1790 falleció)
- Crescenzio Cavalli, O.F.M. † (1791-24 de diciembre de 1791 falleció)[nota 3]
- Giovanni Battista di Mandello, O.F.M. † (17 de febrero de 1792-23 de junio de 1804 falleció)
- Antonio Luigi Landi, O.F.M. † (7 de noviembre de 1804-26 de octubre de 1811[nota 4] falleció)
  - Sede vacante (1811-1815)
- Gioacchino Domenico Salvetti, O.F.M. † (21 de febrero de 1815-21 de septiembre de 1843 falleció)
- Alfonso-Maria di Donato, O.F.M. † (21 de septiembre de 1843 por sucesión-20 de mayo de 1848 falleció)
- Efisio Chiais, O.F.M. † (20 de mayo de 1848 por sucesión-12 de abril de 1884 falleció)
- Pasquale Pagnucci, O.F.M. † (12 de abril de 1884 por sucesión-29 de enero[nota 5] de 1901 falleció)
- Odorico Giuseppe Rizzi, O.F.M. † (15 de abril de 1901[nota 6]-22 de marzo de 1905 falleció)
- Athanasius Götte, O.F.M. † (26 de septiembre de 1905-29 de marzo de 1908 falleció)
- Auguste-Jean-Gabriel Maurice, O.F.M. † (1 de agosto de 1908-7 de julio de 1916 renunció)
- Eugenio Massi, O.F.M. † (7 de julio de 1916-26 de enero de 1927 nombrado vicario apostólico de Hankou)
- Fiorenzo Umberto Tessiatore, O.F.M. † (16 de mayo de 1928-10 de abril de 1932 falleció)
- Pacifico Giulio Vanni, O.F.M. † (14 de junio de 1932-10 de mayo de 1952 nombrado arzobispo a título personal de Sovana y Pitigliano)
  - Sede vacante
  - John Ji Huai-rang, O.F.M. † (18 de diciembre de 1981 consagrado-24 de febrero de 1987 falleció)
  - Anthony Li Du'an † (5 de abril de 1987 consagrado-25 de mayo de 2006 falleció)
  - Anthony Dang Ming-yan, por sucesión el 25 de mayo de 2006